# Svor (dřevo)
Svor je dřevěná hmota, která vzniká dorůstáním nejčastěji jedlového pařezu. V minulosti svory pro jejich vlastnosti hojně využívali slovenští bačové, kteří z nich vyráběli tzv. črpáky.

## Vznik
Po setnutí zůstává na místě stromu pařez s celým kořenovým systémem. Ten i nadále vytváří nové letokruhy a zároveň se snaží zacelit a uzavřít ránu, která po stromě zbyla. Kořeny vhání do pařezu velké množství živin, díky čemuž se vytváří velmi husté a pevné hojivé pletivo. Pařez neroste do výšky, ale do šířky. Střed pařezu vlivem počasí postupně vyhnívá a stěny vznikajícího svoru se kroutí dovnitř. Nejčastěji svor vzniká z jedlového nebo smrkového pařezu a oproti mateřskému stromu má výrazně jiné vlastnosti – vyznačuje se extrémní tvrdostí.
Některé svory vznikají i desítky let. Po cca 10–15 letech dosahuje šířka stěny svoru okolo 10 mm a díky své jedinečné struktuře je každý svor originál.

## Využití
Svory v minulosti hojně využívali k výrobě kvalitních nádob slovenští bačové, kteří vznik takového svoru záměrně vyvolávali. Vzhledem k tomu, že k vzniku a dozrání svoru o potřebné velikosti bylo zapotřebí i několik desítek let, stávalo se, že bača sťal strom a vzniklý svor pak zpracovával až jeho vnuk či pravnuk. Vlastnit črpák z takového svoru pak bylo věcí rodinné prestiže a hrdosti. Vzhledem k tomu, že jedlí ubývá, je v současnosti spíše raritou takový svor v lese objevit.